# Pasta (medicina)
En farmacia, pasta es una forma galénica compuesta por polvos y grasas mezcladas en proporciones parecidas. 
Un ejemplo sería la pasta de cinc:
- talco ... ... ... ... 25 g  \
- óxido de cinc ... 25 g  /   50 g
- vaselina  ... ... 50 g

Antes se utilizaban polvos vegetales para muchas formulaciones de pastas, pero han caído en desuso debido a que sufren fácil descomposición y actuarían como irritantes. En la actualidad sólo se utilizan polvos minerales. 
Si las formulaciones son demasiado duras o el paciente no las tolera, se reduce la parte correspondiente a los polvos, aumentando la cantidad correspondiente de grasa. Ejemplo:
- talco ... ... ... 20 g
- óxido de cinc ... 20 g
- Vaselina  ... ... 60 g

No sólo se pueden utilizar grasas sólidas, sino que también son muy usados los aceites, dando lugar a pastas oleosas. Para las mismas pueden utilizarse el aceite de sésamo, de oliva, de cedro y otros. Veamos un ejemplo:
- Miristrato isopropilo ... ... ... ... 67 g
- Alcoholes de lanolina acetilada .  5 g
- Lanolina acetilada .. ... ... ... .. 5 g
- Aceite esencial cedro ligero  ... 20 g
- Monoacetato de resorcina  ... ...  3 g
- Ácido salicílico .... ... ... ... ... 2 g
- Ditranol ... ... .... ... ... ... ... 0,02 - 0,1 g (según concentración)

Pasta clásica de ditranol, utilizada en la psoriasis.
En líneas generales las pastas son secantes, pero mantienen la piel suave y plegable, protegiendo de traumas mecánicos y permitiendo la transpiración. Están indicadas en procesos secos (dermatitis crónicas) o muy poco secretantes y en la prevención de las úlceras de decúbito, por su efecto protector. Pueden incorporar principios activos tanto en forma líquida como sólida.
Sus contraindicaciones principales son las lesiones secretantes, infecciones y regiones pilosas. Se aplican extendiéndolas con una espátula de madera y se retiran con aceite de oliva o vaselina líquida.
Si a la pasta normal se le añaden líquidos, como el agua, obtenemos la Pasta Acuosa, también conocida como pasta refrescante debido a sus propiedades al aplicarla. Un ejemplo sería:
- Óxido de cinc ... ... ... 20 g
- Vaselina ... .... ... ... 20 g
- Lanolina anhidra  ... ... 30 g
- Agua destilada .. ... ... 30 g

En la farmacopea anglosajona las pastas acuosas son más conocidas como cremas que como pastas. Un ejemplo sería la crema de zinc BP:
- Óxido de zinc ... ... ... ... 32 g
- Ácido oléico .... ... ... ... 0,5 ml
- Aceite de cacahuete (arachis) 32 ml
- Grasa de lana ... ... ... ...  8 g
- Agua ... ... ... ... ... c.s.p. 100 g

que, en esencia, es igual a la anterior.
Este tipo de pastas están indicadas en dermatosis inflamatorias subagudas. Tienen el inconveniente de que pueden ser cosméticamente poco aceptables en función de las propiedades del principio activo que lleven incorporado.